# Ганнівка (Кам'янець-Подільський район)
Га́ннівка — село в Україні, у Дунаєвецькій міській територіальній громаді Кам'янець-Подільського району Хмельницької області.

## Географія
Подільське село Ганнівка розкинулось на подільській височині в південно-західній частині України. Через село протікає річка Тернава. Поблизу Ганнівки пролягає автошлях національного значення Н03 Житомир — Чернівці.

### Клімат
Ганнівка знаходяться в межах вологого континентального клімату із теплим літом.

## Історія
В 1905 році зафіксована назва «Ганівка»[джерело?].
З 1991 року в складі незалежної України.
13 серпня 2015 року шляхом об'єднання сільських рад, село увійшло до складу Дунаєвецької міської громади.
17 липня 2020 року, в результаті адміністративно-територіальної реформи та ліквідації Дунаєвецького району, село увійшло до складу Кам'янець-Подільського району.
Колишній орган місцевого самоврядування — Ганнівська сільська рада.

## Населення
Населення становить 702 особи.

### Мова
У селі поширені західноподільська говірка та південноподільська говірка, що відносяться до подільського говору, який належить до південно-західного наріччя.
Розподіл населення за рідною мовою за даними перепису 2001 року:
| Мова            | Кількість | Відсоток |
| --------------- | --------- | -------- |
| українська      | 697       | 99.29 %  |
| російська       | 4         | 0.54 %   |
| інші/не вказали | 1         | 0.17 %   |
| Усього          | 702       | 100 %    |

## Відомі особистості

### Народилися
- Шевченко Володимир Станіславович (нар. 1940) — український журналіст, письменник і краєзнавець.